# نصف‌النهار ۱۷ درجه شرقی

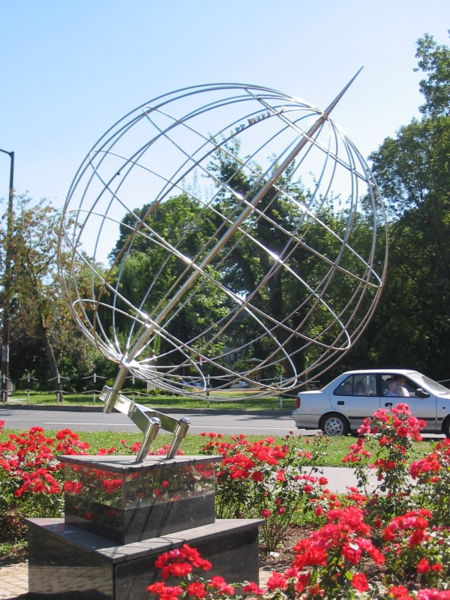
نصف النهار ۱۷ درجه شرقی

نصف‌النهار ۱۷ درجه شرقی ۱۷مین نصف‌النهار شرقی از گرینویچ است که از لحاظ زمانی ۱ساعت و ۸دقیقه با گرینویچ اختلاف زمانی دارد.
این نصف‌النهار از قطب شمال شروع و از مناطق زیر گذشته و به قطب جنوب ختم می‌شود.
- قاره اروپا
- قاره آفریقا
- اقیانوس اطلس